# Органические минералы
Органические минералы — кристаллические образования, состоящие из соединений органических веществ встречающихся в природе (продукты распада органики, углеводороды, смолы, битумы и другие).
Согласно современной номенклатуре минералов, утверждённой ММА, в числе минералов рассматриваются некоторые из природных солеподобных органических соединений (оксалаты, меллитаты, ацетаты и др), объединяемые в класс органические вещества.
При этом в общей систематике минералов высокомолекулярные органические образования типа древесных смол и битумов, не отвечающие в большинстве случаев требованиям кристалличности и однородности, в число минералов не включаются.

## Описание
Такие биогенные минеральные образования, как жемчуг, озокерит, янтарь, копал и др., с исторически сложившейся, но давно устаревшей традицией называть их «органические минералы», хотя и являются природными химическими веществами, но не являются индивидуализированными химическими соединениями со строго определённой формулой и лишены кристаллической структуры. Они не могут быть охарактеризованы с кристаллохимической точки зрения. Отнесение к этому разделу природных органических продуктов требует вдумчивого и ответственного подхода.
Такие природные органические продукты, как смолы и битумы, относятся либо к горным породам (антрацит, шунгит и др.), либо к ископаемым смолам (янтарь, копал), либо к природным углеводородам группы нефти (озокерит, битумы), либо к биогенным образованиям, содержащим в своём составе тот или иной минерал (например, жемчуг и перламутр, в строении которых участвует минерал арагонит).

## Минералы классаорганические вещества
- Абелсонит
- Дашковаит Mg(HCOO)2•2H2O
- Формикаит Ca(HCOO)2
- Степановит
- Эвенкит

Природные органические продукты, не являющиеся минералами
- Аммолит
- Жемчуг
- Копал
- Озокерит («горный воск»)
- Уголь
- Шунгит
- Янтарь